# Bowers & Pitsea F.C.
Bowers & Pitsea Football Club là một câu lạc bộ bóng đá Anh đến từ Pitsea, Essex. Hiện tại đội bóng đang thi đấu ở Isthmian League Division One North trên sân nhà Len Salmon Stadium.

## Lịch sử
Bowers United được thành lập bởi Bert Salmon năm 1946 và ban đầu thi đấu ở Thurrock and Thameside Combination. Câu lạc bộ vô địch giải đấu mùa giải 1958–59, và trở thành thành viên sáng lập của Essex Olympian League năm 1966. Năm 1974 câu lạc bộ lên hạng Essex Senior League, vô địch mùa giải 1980–81. Mùa giải 1998–99 câu lạc bộ vô địch giải lần 2, cũng như giành chức vô địch League Cup.
Pitsea Young People's Club được thành lập năm 1970 và cho dù có độ tuổi trung bình là 15, họ vẫn tham gia Division Three của Vange and District Sunday League dành cho người lớn. Kết thúc mùa giải đầu tiên, đội bóng đổi tên thành Pitsea F.C., và dần dần lên đến hạng đấu cao nhất của giải. Năm 1975 đội chuyển sang Basildon Sunday League, lên hạng đấu cao nhất năm 1981. Câu lạc bộ giành cú ăn ba ở các mùa 1994–95 và 1995–96, và cú đúp giải đấu và Cup mùa giải 1996–97.
Mùa giải 2003–04, hai đội bóng hợp nhất thành Bowers & Pitsea.
Bowers & Pitsea vào đến bán kết của 2015–16 FA Vase, tuy nhiên cơ hội đến Wembley Stadium kết thúc sau trận thua 4–3 sau hai lượt trước Morpeth Town.
Cũng trong mùa giải 2015–16, Bowers & Pitsea cuối cùng cũng được thăng hạng Ryman League Division One North sau khi vô địch Essex Senior League và vượt qua kình địch Basildon United để đoạt chức vô địch.

## Sân vận động
Câu lạc bộ thi đấu ở nơi mà sau này trở thành Pitsea Market, trước khi chuyển đến Gun Meadow. Sau khi đường A13 được xây dựng, Gun Meadow buộc vào một hợp động mua bán bắt buộc, vì vậy dẫn đến việc chuyển đến sân nhà hiện tại là Crown Avenue.

## Danh hiệu
- Essex Senior League
  - Vô địch: 1980–81, 1998–99, 2015-16
  - Á quân: 2014–15
  - Vô địch Challenge Cup: 1981–82, 1998–99, 2014–15
- Thurrock & Thameside Combination League
  - Vô địch: 1958–59

## Kỉ lục
- Số khán giả tham dự: 1,800 với Billericay Town, FA Vase